# Jazmine Jones
Jazmine Jones (Tallahassee, 15 ottobre 1996) è una cestista statunitense, professionista nella WNBA.

## Carriera
È stata selezionata dalle New York Liberty al primo giro del Draft WNBA 2020 (12ª scelta assoluta).

## Palmarès
- WNBA All-Rookie First Team (2020)